# Moord op Betty Szabó
De moord op Betty Szabó is een geruchtmakende prostitutiemoord. De 19-jarige Bernadett (Betty) Szabó werd op 20 februari 2009 in haar peeskamer aan de Amsterdamse Wallen dood aangetroffen. Tot op heden is onbekend wie de dader is. 

## Achtergrond
Szabó was afkomstig uit de Hongaarse stad Nyíregyháza. Ze groeide op in armoede. Op haar 18e verhuisde ze naar Amsterdam om te werken als sekswerker op de Wallen. Betty raakt zwanger, maar bleef tijdens haar zwangerschap doorwerken. Ze kreeg daardoor de bijnaam ‘pinguin’. Haar zoontje werd direct na de geboorte in een Nederlands pleeggezin geplaatst.

## Moord
Op de avond van de moord viel het collega’s op dat Betty niet in haar peeskamer was, terwijl zij daar normaal gesproken elke avond stond. Toen ze even geen klanten hadden, besloten ze om 01:00 uur een kijkje te nemen. In de peeskamer op nummer 38 troffen zij Betty aan in een plas bloed. Ze bleek op gruwelijke wijze om het leven te zijn gebracht met tientallen messteken.

## Onderzoek
De politie deed sporenonderzoek, maar al snel bleek dat dit in dit geval geen betrouwbare methode was. Betty werd in de dagen voor de moord door gemiddeld 20 mannen per dag bezocht, die allen DNA hadden achtergelaten. Getuigenonderzoek leverde ook geen relevante aanknopingspunten op, vermoedelijk omdat veel klanten zich uit schaamte niet bij de politie meldden. Desalniettemin werd in de dagen na de moord een 46-jarige verdachte aangehouden, maar hij werd al snel wegens gebrek aan bewijs vrijgelaten. De zaak verzandde daarna in een cold case.
In de woning van Szabó werd slechts een zeer gering bedrag aan geld aangetroffen, terwijl ze met haar werkzaamheden een goed inkomen genereerde. De politie vermoedt daarom dat Szabó voor een pooier werkte, aan wie zij het geld moest afstaan. Dat vermoeden wordt versterkt door het feit dat Szabó een grote tatoeage op haar buik had. Het is gebruikelijk dat pooiers hun prostituees laten tatoeëren.

## Hologram
In november 2024 kwam de zaak opnieuw in de belangstelling van de media toen de politie een nieuw middel inzette in een ultieme poging de zaak op te lossen. Een week lang stond een pand aan de Korte Stormsteeg in het teken van deze cold case. Er werd een hologram getoond, met achter het raam een op Szabó lijkende vrouw, die voorbijgangers om hulp vroeg. Naast het hologram werden er op het pand beelden van de plaats delict en een documentaire getoond.
Deze nieuwe methode kreeg wereldwijde belangstelling van de media en leidde tot tientallen tips.

## Ivan Serdarusic
In december 2024 meldde zich een Hongaarse huurmoordenaar bij de politie die meende te weten wie de dader van de moord zou zijn. Het zou gaan om Ivan Serdarusic. De Kroaat woonde jarenlang in Amsterdam en werd in 2018 geliquideerd.
De politie deed intensief recherchewerk om de tip te onderzoeken, maar kon geen bewijs vinden waaruit zijn betrokkenheid blijkt.